# Medesano
Medesano (emilián nyelven Medsàn) település Olaszországban, Emilia-Romagna régióban, Parma megyében. Lakosainak száma 10 687 fő (2023. január 1.). Medesano Collecchio, Fornovo di Taro, Noceto, Salsomaggiore Terme, Fidenza, Pellegrino Parmense és Varano de’ Melegari községekkel határos.

## Népesség
A település lakossága az elmúlt években az alábbi módon változott:
| Lakosok száma | 10 860 | 10 850 | 10 687 |
|               | 2017   | 2018   | 2023   |